# Француски и индијански ратови
Француски и индијански ратови били су низ сукоба који су се догодили у Северној Америци између 1688. и 1763. године, од којих су неки индиректно били повезани са европским династичким ратовима.
Наслов Француски и индијански рат у једнини користи се у Сједињеним Државама посебно за ратовање 1754–63, што се углавном подудара са Седмогодишњим ратом. Француском и Индијанском рату претходили су дабарски ратови.
У Квебеку се различити ратови углавном називају Интерколонијални ратови. У неким сукобима учествовале су шпанске и холандске снаге, али све је уништило Краљевину Велику Британију, њене колоније и њихове индијанске савезнике на једној страни против Француске, њених колонија и индијанских савезника на другој. Главни узрок ратова била је жеља сваке земље да преузме контролу над унутрашњим територијама Америке, као и над регионом око залива Худсон ; обојица су се сматрала кључним за доминацију у трговини крзном.

### Преглед

#### Северноамерички ратови и њихови повезани европски ратови
| Године рата | Северноамерички рат                                                                                                | Европски рат                                            | Споразум                  |
| ----------- | --- | ------------------------------------------------------- | ------------------------- |
| 1688–1697   | Рат краља Вилијама 1. међубојни рат (на француском )                                                               | Рат Великог Савеза Рат Лиге Аугсбурга Девет година рата | Рисвицки споразум (1697)  |
| 1702–1713   | Рат краљице Ане 2. међубојни рат Дамерски рат                                                                      | Рат за шпанско наслеђе                                  | Утрехтски споразум (1713) |
| 1744–1748   | Рат краља Џорџа 3. интерколонијални рат Рат за Џенкинсово уво                                                      | Рат за аустријско наслеђе                               | Ахенски мир (1748)        |
| 1754–1763   | Француски и индијански рат 4. међуколонијални Рат или освајачки рат (у Квебеку) 6. индијски рат Рат оца Ле Лоутреа | Седмогодишњи рат                                        | Париски мир (1763)        |

Именовање сукоба након дана британског монарха је конвенција у историји Сједињених Држава која се односи на његово рано европско насељавање као већинско-енглеске колоније. Канадска конвенција користи назив ширег европског сукоба (нпр. „Рат Великог савеза“, а не „рат краља Вилијама“) или се односи на ратове као међуколонијални ратови.
Како су трајали ратови, војна предност се кретала према британској страни. То је углавном резултат веће популације и производних капацитета британских колонија у поређењу с Француском. Поред тога, Британци су имали већу способност поновног снабдевања својих колонија и пројектирања војне снаге морским путем. У прва три сукоба, Французи су успели да надокнаде ове факторе у великој мери ефикаснијом мобилизацијом индијанских савезника, али они су на крају превладали у четвртом и последњем рату.
Велика победа Британаца одиграла је улогу у евентуалном губитку њихових тринаест америчких колонија. Без претње француском инвазијом, америчке колоније нису имале потребу за британском војном заштитом. Поред тога, амерички народ је замерио британским напорима да ограниче своју колонизацију нових француских територија западно од Апалачких планина, како је наведено у Прокламацији из 1763. године, у покушају да се ублажи напад на индијанску територију. Ови притисци су допринели америчком рату за независност.
Прва три француско-индијанска рата следила су исти основни образац: сви су започели у Европи, а затим су се преселили у Северну Америку. Кад би сукоб прешао у Северну Америку, против њега су се углавном бориле колонијалне милиције. Коначни сукоб покварио редослед којим су се ратови водили почевши од Северне Америке. Поред тога, Британци су упоредо са колонијалним милицијама користили и редовније трупе. Вратили су готово сву француску територију заплењену током рата. Француска је била присиљена да уступи своју велику територију у данашњој Канади и Луизијани. Британска победа у француском и индијанском рату смањила је француску империју Нови свет на Сен Пјер и Микелон (два острва Њуфаундланда ), неколико острва Западне Индије и Француску Гвајану.